# Had Echkalla
Had Echkalla è un comune dell'Algeria, situato nella provincia di Relizane.